# 田島貫太郎
田島 貫太郎（たじま かんたろう、2003年2月26日 - ）は、ジャパンラグビーリーグワンの埼玉パナソニックワイルドナイツに所属するラグビーユニオン選手。

## 来歴
東福岡高校を経て、明治大学に入る。
U20日本代表として、2023年5月にU20ニュージーランド代表と対戦した。さらに6月から7月にかけて、ワールドラグビーU20チャンピオンシップ（南アフリカ大会）で3試合出場した。
大学4年の2025年1月、アーリーエントリーで埼玉パナソニックワイルドナイツに加入した。同年3月、明治大学卒業。